# Symphurus hondoensis
Symphurus hondoensis es una especie de pez de la familia Cynoglossidae en el orden de los Pleuronectiformes.

## Distribución geográfica
Se encuentran al sur del Japón.